# Ернст Діль
Ернст Діль (нім. Ernst Diehl, нар. 28 березня 1949, Ечберг) — німецький футболіст, що грав на позиції захисника за клуб «Кайзерслаутерн». Згодом тренував його команду.

## Ігрова кар'єра
У дорослому футболі дебютував 1968 року виступами за команду «Кайзерслаутерн», кольори якої і захищав протягом усієї своєї кар'єри гравця, що тривала одинадцять років. Більшість часу, проведеного у складі «Кайзерслаутерна», був основним гравцем захисту команди, провівши 365 ігор в усіх турнірах.

## Кар'єра тренера
Протягом двох нетривалих періодів у 1983 році очолював тренерський штаб «Кайзерслаутерна».